# Кейн, Кэндис
Кэ́ндис Кейн (англ. Candis Cayne; род. 29 августа 1971) — американская актриса.
Известная на сценах ночных клубов Нью-Йорка с 1990-х, Кейн привлекла внимание общественности в 2007 году, сыграв трансгендерную женщину Кармелиту в телесериале «Грязные мокрые деньги». Эта роль сделала Кейн первой трансгендерной актрисой, сыгравшей трансгендерного персонажа, и вернула трансгендерных персонажей в прайм-тайм.

## Биография
Кейн, до смены пола известная как Брендан Макдэниэл, и её брат-близнец Дилан, родились в Мауи, Гавайи. Их родители преподавали в Вальдорфской школе и семья жила на территории кампуса. Макдэниэл окончила среднюю школу Болдуина в 1989 году, а затем провела год в Лос-Анджелесе, где обучалась танцам.

## Карьера и смена пола
Макдэниэл переехала в Нью-Йорк в начале 1990-х, став хореографом и выступая как дрэг-квин. Свою трансгендерность Брендан начала чувствовать ещё в детстве. Как Кэндис Кейн она начала выступать в нью-йоркских гей-барах и в туре Челси, участвуя в фестивалях вигстока. В 1995 году Кейн появилась в документальном фильме «Вигсток: история», в комедийной драме «Стонуол», а также в комедии Universal Studios «Вонгу Фу, с благодарностью за всё! Джули Ньюмар». Кейн начала хирургическую коррекцию пола в 1996 году.
В 1997 году Кейн снялась в клипе Ру Пола на песню «A Little Bit of Love», как дрэг-квин Джаззмун. Она также сыграла главную роль в независимом фильме «Королева толпы», и выиграла в 2001 году конкурс «Мисс континенталь». В 2007 году Кейн сыграла Аннаку Манерс в фильме РуПол «Starrbooty».
С 2007 по 2008 год Кейн играла Кармелиту Райнер, трансгендерную женщину, которая являлась любовницей прокурора Патрика Дарлинга (в исполнении Уильяма Болдуина), в драме «Грязные мокрые деньги». Эта роль способствовала возвращению трансгендерных персонажей в прайм-тайм.

## Личная жизнь
Кейн заявила: «Я не пытаюсь быть главой трансгендерного сообщества; я просто хочу, чтобы во мне видели человека: живого, дышащего, счастливого человека». Она называет ЛГБТ-сообщество «последним большим меньшинством» и поддерживает Альянс геев и лесбиянок против диффамации.
В марте 2009 года Кейн была помолвлена с диджеем по имени Марко Но в конце марта 2010 года пара рассталась.

## Фильмография
| Год       |   | Русское название                                | Оригинальное название                           | Роль                      |
| --------- | - | ----------------------------------------------- | ----------------------------------------------- | ------------------------- |
| 1995      | ф | Стоунволл                                       | Stonewall                                       | Дива                      |
| 1995      | ф | Вонгу Фу, с благодарностью за всё! Джули Ньюмар | To Wong Foo Thanks for Everything, Julie Newmar | Брендан Макдэниэл (камео) |
| 2007—2008 | с | Грязные мокрые деньги                           | Dirty Sexy Money                                | Кармелита Райнер          |
| 2009—2010 | с | Части тела (сезон 6)                            | Nip/Tuck                                        | Алексис Стоун             |
| 2012—2013 | с | Элементарно (1-й сезон)                         | Elementary                                      | мисс Хадсон               |
| 2014      | ф | Сумасшедшие стервы                              | Crazy Bitches                                   | Вивиана                   |
| 2018      | с | Волшебники                                      | The Magicians                                   | Королева Фей              |